# Melissodes gelida
Melissodes gelida är en biart som beskrevs av Laberge 1961. Melissodes gelida ingår i släktet Melissodes och familjen långtungebin. Inga underarter finns listade i Catalogue of Life.